# Udea hamalis
Udea hamalis — вид лускокрилих комах родини вогнівок-трав'янок (Crambidae).

## Поширення
Вид поширений в Європі. Присутній у фауні України.

## Опис
Розмах крила 16-21 мм.

## Спосіб життя
Метелики літають з червня до кінця серпня, залежно від місця розташування. Активні вночі. Личинки харчуються листям чорниці, квасениці та анемони.